# Helinä Marjamaa
Helinä Marjamaa (née Laihorinne le 5 juin 1956 à Evijärvi) est une athlète finlandaise, spécialiste des épreuves de sprint. 

## Biographie
En 1983 elle établit un record de Finlande sur 100 mètres en 11 s 13. Alignée aux championnats du monde, elle termine à la sixième place. En Coupe d'Europe des nations elle remporte le 100 m de la finale B en 11 s 29, qu'elle avait déjà remporté en 1981, ainsi que le 200 mètres.
Elle dispute les Jeux olympiques en 1980 et en 1984, sans dépasser le stade des demi-finales.
Par ailleurs elle est plusieurs fois championne de Finlande en plein air sur les deux distances entre 1978 et 1984.

### Palmarès
| Date | Compétition           | Lieu     | Résultat | Épreuve | Performance |
| ---- | --------------------- | -------- | -------- | ------- | ----------- |
| 1983 | Championnats du monde | Helsinki | 6e       | 100 m   | 11 s 24     |

National : 
- 6 titres sur 100 m : 1978, 1979, 1981 à 1984[2]
- 4 titres sur 200 m : 1979, 1981, 1983 et 1984[2]
- 1 titre sur 60 m (salle) : 1982[3]

### Records
| Épreuve | Performance  | Lieu     | Date            |
| ------- | ------------ | -------- | --------------- |
| 100 m   | 11 s 13 (NR) | Lahti    | 19 juillet 1983 |
| 200 m   | 22 s 86      | Helsinki | 13 août 1983    |